# Croix huguenote

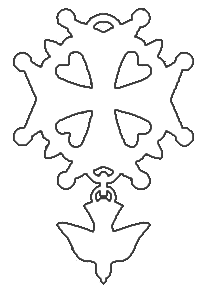
La croix huguenote à quatre branches élargies, avec une échancrure triangulaire, est probablement inspirée de la croix de Malte et de la croix occitane.

La croix huguenote est un symbole protestant, originaire du Sud de la France, en forme de croix de Malte aux pointes garnies de perles. Des fleurs de lys ou des cœurs s'insèrent entre les branches de la croix à laquelle est suspendue une colombe du Saint-Esprit ou un pendentif en forme d'ampoule ou de larme appelé « trissou ». La croix huguenote est portée autour du cou, suspendue à une chaîne.
Plusieurs origines lui sont attribuées, la plus commune étant qu'elle aurait été créée vers 1688, après la révocation de l'édit de Nantes, par un orfèvre bijoutier nîmois, Maystre.

## Symbolique

Une croix huguenote à fleurs de lys.

La croix de Malte boutonnée est similaire à la celle l'ordre du Saint-Esprit, un ordre chevaleresque réservé à l'élite de la noblesse française. Accompagné de fleurs de lys, ce symbole politique permettait d'affirmer la loyauté des protestants à l'égard du roi (« mal conseillé ») et de la France.
La croix est également un symbole spirituel, éminemment chrétien puisque renvoyant à la mort de Jésus-Christ. Conformément à la tradition réformée, ce n'est pas un crucifix, Jésus n'y est pas représenté souffrant, pour insister sur la bonne nouvelle du dimanche de Pâques, sa résurrection. 
Elle est « boutonnée » aux huit pointes. Ce chiffre peut évoquer les huit Béatitudes (Évangile selon Matthieu, chapitre 5, versets 3 à 10). Entre les bras de la croix sont insérées quatre fleurs de lys, qui délimitent avec les bras de la croix quatre cœurs. Le chiffre quatre peut représenter les quatre évangiles selon Matthieu, Marc, Luc et Jean, les quatre premiers livres du Nouveau Testament). Les quatre lys à trois pétales — soit un total de douze pétales — pourraient aussi symboliser les douze apôtres. Ces trois interprétations basées sur la symbolique des chiffres sont discutables, pas partagées par tous les protestants et plus tardives : la croix huguenote est avant tout une adaptation de la croix du Saint-Esprit.
En pendentif, la colombe est le symbole du Saint-Esprit, « qui témoigne à notre esprit que nous sommes enfants de Dieu » (La Bible, Épître aux Romains, chapitre 8, verset 16). Elle pend de la croix, comme celle présente au baptême du Christ, descendant des cieux : « il vit les cieux se déchirer et l’Esprit descendre sur lui comme une colombe. Il y eut une voix venant des cieux : ‘’Tu es mon Fils bien-aimé ; en toi, je trouve ma joie.’’ » Évangile selon Marc 1, 10-11. Une colombe apparaît aussi dans l'Ancien testament, au chapitre 8 de la Genèse, à la fin de l'épisode du Déluge. Elle est le symbole de la paix et de l'espérance.
Parfois, la colombe est remplacée par un symbole non-figuratif – les calvinistes se méfiant de la tendance à idolâtrer les images religieuses. Une perle ou une forme de goutte, parfois appelée « trissou » en occitan, remplace et symbolise la colombe. Plusieurs interprétations ont néanmoins été proposées pour redonner du sens à cette forme délibérément non-figurative, soit une larme ou une goutte de sang pour la persécution subie par les huguenots, soit une langue de feu descendue sur les disciples le jour de la Pentecôte, un autre symbole de l'Esprit saint.
On peut interpréter les quatre cœurs comme une évocation de l'amour du Père. Certains voient aussi le symbole du Père, le Créateur, dans les rayons qui partent du centre dans chaque bras de la croix, comme un soleil. Ainsi, les trois éléments de la Trinité sont représentés : le Père, le Fils (la croix) et l'Esprit saint (la colombe).

## Histoire
La croix huguenote apparaît en Languedoc, peu après la révocation de l'édit de Nantes. Une famille de bijoutier nîmois, les Maistre, serait la première en 1688 à en avoir réalisé en or. La mode de ce bijou féminin se répand rapidement en pays réformé.
Après un oubli de plus d'un siècle, ce bijou connaît un regain d'intérêt grâce aux travaux des érudits et collectionneurs protestants, comme Raoul Allier, professeur à la faculté de théologie protestante de Paris, qui en possédait cent six. Avec l'ouverture du musée du Désert à Mialet (Gard) en 1911, la croix huguenote devient l'objet d'expositions et d'articles dans la Société de l'histoire du protestantisme français et suscite de nombreuses rééditions en or, en argent et en métal. La librairie générale et protestante de Paris en vend à partir de 1912. Dans l'entre-deux-guerres, la croix huguenote commence à remplacer le pendentif en forme de cœur qui était offert aux jeunes filles lors de la confirmation. Elle s'affirme depuis la Seconde Guerre mondiale, et son utilisation dans l'insigne des résistants protestants, comme le bijou protestant par essence et son usage se diffuse y compris dans les territoires luthériens. Elle est aujourd'hui portée à la fois par les hommes et les femmes,.

## Utilisation

Armes de Saint-Mards-en-Othe.

De nos jours, quatre localités françaises, Saint-Mards-en-Othe (dans l'Aube), Kirrberg, Ratzwiller et Rauwiller (dans le Bas-Rhin), ont un blason moderne qui comporte une croix huguenote en rappel de leur passé protestant.
Elle est présente sur le logo de l'Église réformée de France.